# (2395) Aho
Aho és l'asteroide número 2.395 de la sèrie. Va ser descobert pel Harvard College des de l'observatori de Agassiz Stat, el 17 de març de 1977. La seva designació provisional va ser "1977 FA". Orbita al voltant del Sol a una distància de 3,08 ua, una excentricitat de 0,04 i una inclinació de 0,3 ° respecte al pla de l'eclíptica.